# Mišićevo
Mišićevo (ćir.: Мишићево, mađ.: Hadikörs i Misityevö) je naselje u općini Subotica u Sjevernobačkom okrugu u Vojvodini.

## Povijest
Nastalo je 1925. godine parceliranjem zemljišta i naseljavanje ratnih dragovoljaca iz Srbije, Crne Gore, zatim stanovnika iz Like. Ime je dobilo prema Živojinu Mišiću, zapovjendiku srpske vojske na solunskom bojištu.
U Drugom svetskom ratu ovaj je kraj došao pod Mađarsku. Slaveni su pali u nemilost, ponajviše kolonizirani srpski dobrovoljci i kolonisti. Svi naseljenici, dobrovoljci i kolonisti s obližnje Rate i Mišićeva deportirani su u logore u Mađarsku. Većina ih je ostala ondje do kraja rata, a u njihove su kuće naseljeni su seljaci iz Erdelja i Bukovine (Čango-Mađari), koji su ondje ostali živjeti do kraja rujna 1944. godine. Mađarske su vlasti istjerane iz tog kraja 19. listopada 1944. godine. Doseljeni Mađari povukli su se u zapadne dijelove Mađarske, preživeli su se kolonisti vratili, a osim njih i novi agrarni interesenti iz dalje i bliže okoline. Sedamdesetih godina dvadesetog stoljeća Mišićevo je dobilo je status samostalog naselja. Dotad je na katastarskim zemljovidima bilo dijelom katastarske općine Bajmak, zajedno s Ratom.

## Stanovništvo
U naselju Mišićevo živi 446 stanovnika, od čega 359 punoljetnih stanovnika s prosječnom starostio od 42,0 godina (39,8 kod muškaraca i 44,1 kod žena). U naselju ima 161 domaćinstvo, a prosječan broj članova po domaćinstvu je 2,77.
Prema popisu iz 1991. godine u naselju je živjelo 509 stanovnika.
Ovo je naselje srpskih dobrovoljaca, no usprkos tome skoro polovicu stanovnika čine Hrvati, većim dijelom oni iz nehrvatske opcije Bunjevaca. Srbi su relativna većina, a Hrvati su drugi po brojnosti, ukupno 41,47% 2002. godine.
| Etnički sastav 2002. |            |        |
| Narod                | Stanovnika | %      |
| Srbi                 | 208        | 46,63% |
| Bunjevci             | 150        | 33,63% |
| Hrvati               | 35         | 7,84%  |
| Mađari               | 18         | 4,03%  |
| Jugoslaveni          | 15         | 3,36%  |
| Crnogorci            | 1          | 0,22%  |
| Muslimani            | 1          | 0,22%  |
| nepoznato            | 1          | 0,22%  |

| broj stanovnika | 601   | 582   | 597   | 554   | 517   | 509   | 446   |
|                 | 1948. | 1953. | 1961. | 1971. | 1981. | 1991. | 2001. |

Izvor:

## Vanjske poveznice
- Karte, položaj vremenska prognoza  Arhivirana inačica izvorne stranice od 5. svibnja 2009. (Wayback Machine)
- [neaktivna poveznica]